# Castlevania II: Belmont's Revenge
Castlevania II: Belmont's Revenge, conocido en Japón como Dracula Densetsu II (ドラキュラ伝説 II Dorakyura Densetsu Tsū?, lit. "Dracula Legend II"), fue el segundo lanzamiento de la saga Castlevania de la empresa Konami para Game Boy. 
Belmont's Revenge fue la secuela de Castlevania: The Adventure. Fue lanzado el 12 de julio de 1991 en Japón y el 9 de agosto en Norteamérica. El 26 de noviembre de 1992 en Europa. 

## El juego
A diferencia de su predecesor, se han añadido los sub-objetos (sub-weapons);
- Agua bendita: aparece una ráfaga de agua por el suelo arrastrando con ella los enemigos que hay por delante.
- Hachas: lanza un hacha giratoria al aire que golpea a todos los enemigos que estén por delante a un paso extra del protagonista.

Corazones: se obtienen al destruir las antorchas y casualmente de los enemigos. Su consumo permite utilizar los sub-objetos (sub-weapons).
En este título, el juego se compone de cuatro niveles, en los que el protagonista puede terminarlos en el orden que desee, a especificar; un Castillo de Hierba, un Castillo de Nube, un Castillo de Roca y un Castillo de Cristal.
El juego se desarrolla en acción lateral, y como arma principal, empuñamos el látigo Vampire Killer que ha sido heredado por los Belmont de generación en generación.
La mecánica de escenarios, tanto los saltos, ataques, y las plataformas, son iguales a los de los títulos anteriores, con excepción del color blanco y negro de la Game Boy.
La versión japonesa del juego cambia uno de los sub-objetos -reemplaza el hacha por una cruz sagrada.

## Trama
En el año 1576, Christopher Belmont, descendiente de Trevor Belmont, derrotó a Drácula. Ya han pasado quince años desde el suceso, y la vida ha estado tranquila y calmada. Christopher iba a dejar como herencia el Vampire Killer a su hijo Soleiyu Belmont, ya que pronto alcanzaría la edad para ser el sucesor del látigo que encomienda la tarea de destruir a Drácula. Todo el pueblo preparaba una gran fiesta para ese suceso especial.
Drácula, que había estado quince años convertido en niebla recuperando su poder poco a poco, consigue recuperar lo suficiente, y con el nuevo poder de dominar los cuerpos, la noche antes de la celebración, entra en la habitación de Soleiyu y lo posee llevándolo al lado de las tinieblas. Al estar recuperando el poder regularmente, Drácula, sin las fuerzas suficientes como para dirigir su ejército y hacer resurgir su castillo, aprovecha la posesión que ha hecho sobre Soleiyu. Con su nuevo cuerpo, y con la poderosa línea sanguínea de los Belmont, Drácula planea hacer resurgir el castillo, pero primero invoca la distribución de cuatro castillos distintos, donde poder repartir el poder: un Castillo de Hierba, un Castillo de Nube, un Castillo de Roca y un Castillo de Cristal, con un guardián protector asignado a cada uno.
Cuando la noticia se hace eco y Christopher despierta sin saber dónde está su hijo, no tiene más opción que tomar el arma sagrada e ir tras Drácula. Después de derrotar a los cuatro guardianes de los castillos, Christopher se da cuenta de que eso era solamente el plan inicial de Drácula, y que su verdadera intención era absorber el poder que los cuatro guardianes habían ido generando con los combates gracias a Christopher. Así que, una vez cumplido con lo pactado en mente, Drácula consigue resurgir de nuevo el castillo de las tinieblas.
Christopher, después de un extenuante camino hasta el punto más alto del castillo, encuentra a Soleiyu esperándolo en una gran estancia. Sin embargo, todo se tensó cuando Soleiyu le negó un abrazo a su padre y lo retó a una batalla a muerte súbita. Después de un intenso combate entre padre e hijo, cuando Christopher está a punto de matar a Soleiyu, la esencia de Drácula, recuperada ya completamente, sale del cuerpo de éste y recobra su verdadera forma. Con la seguridad de Soleiyu asegurada, Christopher entra en la última habitación del castillo preparado para su segunda batalla contra el Conde. No iba a ser fácil, ya que con el poder de los guardianes y las fuerzas que fue recobrando y ampliando poco a poco durante el tanto tiempo que estuvo ausente, sus fuerzas habían sido multiplicadas. Sin embargo, como bien estaba escrito en la leyenda, los Belmont eran la familia heredera del único látigo capaz de matar vampiros, así que, con el Vampire Killer en mano, Christopher entabla el duelo con Drácula, y termina derrotándolo nuevamente.